# 橋本弘文
橋本 弘文（はしもと ひろふみ）こと姜 弘文（きょう ひろふみ、1947年1月8日 - ）は、在日韓国・朝鮮人のヤクザ。指定暴力団・六代目山口組統括委員長。大阪府東大阪市に本部を置く暴力団・極心連合会会長。2019年11月に引退した。

## 来歴

### 渡世入り〜山健組時代
1947年（昭和22年）に生まれる。16歳で大阪市の独立組織である南一家吉田組に加入し、ヤクザとなる。しかし吉田組は程なくして解散し、橋本は自ら橋本組を結成する。
1976年（昭和51年）に29歳で三代目山口組傘下山健組組長である山本健一から盃を受け、山健組の直参となる。1983年（昭和58年）に、橋本組を極心連合会に改称し、直後に勃発した山一抗争では武闘派として一和会系組織を攻撃するなど次第に頭角を現した。1987年（昭和62年）に二代目山健組若頭代行に就任する。
1989年（平成元年）に五代目山口組が発足すると、桑田兼吉が山健組の三代目組長となり、橋本は三代目山健組若頭に就任した。1997年（平成9年）12月、桑田が銃刀法違反（共同所持）容疑で逮捕・起訴され、長期に渡り勾留される。2003年（平成15年）5月、最高裁が桑田の上告を棄却し懲役7年の実刑判決が確定すると、橋本は組長代行に就任し、7,000人の人員を擁するといわれた山健組を切り盛りした。

### 山口組直参時代
2005年（平成17年）4月、内部昇格で五代目山口組の直参となり、6月には若頭補佐（＝最高幹部の一員）に抜擢された。同年8月に山口組が六代目体制に移行した後も、橋本は継続して若頭補佐を務め、芳菱会会長の瀧澤孝が顧問に退いた2008年（平成20年）11月以降は筆頭若頭補佐として山口組の中枢を担った。
2012年（平成24年）4月、新設された統括委員長に就任した。これは当時、恐喝罪に問われていた山口組若頭・髙山清司の収監を見越したもので、実質的な若頭代行として髙山に代わり山口組の実務面の最高責任者となった。
2019年（令和元年）11月、髙山が刑期を終え現場復帰した直後、橋本は引退。率いていた極心連合会も解散した。

## 事件
- 2005年6月、不正競争防止法違反で逮捕。大阪府警による自宅の家宅捜索では、抗議する極心連合会組員と警察官が路上で衝突する騒ぎになり、テレビの全国放送のニュース番組などで取り上げられた。10月に執行猶予付き判決を受けた。
- 2012年11月、前年3月に大阪府内のゴルフ場を暴力団関係者であることを隠して利用し、詐欺容疑で逮捕[7]。
- 2016年2月19日、自分の車を別人の名義で登録したとして電磁的公正証書原本不実記録・同供用の疑いで逮捕された[8]。また、同月22日には橋本と共謀し車の虚偽登録を行ったとして極心連合会の若頭・本部長・相談役ら幹部4名も逮捕された[9]。

## 周辺者
- 渡辺二郎 - 2007年6月、羽賀研二未公開株詐欺事件の当事者として逮捕された際、極心連合会関係者であることが明らかになった。また、2012年11月、先述の通り橋本がゴルフ場を利用した際に渡辺も同行しており、橋本と共に詐欺容疑で逮捕されている（のちに不起訴）。
- 島田紳助 - 2011年8月、暴力団関係者との交際が原因となり芸能界を引退しており、橋本と親密な関係であったことが様々な報道で明らかになっている。

## 金融制裁指定
2013年12月19日、アメリカ合衆国財務省は、橋本弘文ことKANG,Hong-Munを国外の著しい犯罪組織とその支持者であるとして、国際緊急経済権限法・大統領令13581号に基づき、アメリカ合衆国司法権の及ぶ範囲の資産凍結、アメリカ人との取引を禁止する制裁対象とした。